# Муринская волость
Му́ринская во́лость — одна из 17 волостей Петроградского (до 1914 года Санкт-Петербургского) уезда одноимённой губернии. Располагаясь к северо-востоку от Петрограда, непосредственной границы с ним не имела, так как к югу от колонии Гражданка на протяжении нескольких вёрст до городской черты местность делили между собой две другие волости: Стародеревенская и Полюстровская. Помимо них, Муринская волость граничила на северо-западе с Парголовской и на севере — с Осинорощенской волостью. По восточному краю Муринской волости проходила граница между Петроградским и Шлиссельбургским уездами.
Волостное правление находилось в деревне Мурино, в границах до 1918 года — в 16 верстах от города.

## История
Вторая половина XIX — начала XX века в истории Муринской волости представляет интерес для историков экономики России, как своеобразный полигон экономических и социальных экспериментов, в которых элементы феодальной правовой надстройки были поставлены на службу задачам капиталистическим. В терминах феодального земельного права Муринская волость являлась майоратом рода Воронцовых и Воронцовых-Дашковых. Именно установление майората стало одной из предпосылок проведения Воронцовыми в Муринской волости — разумеется, с высочайшего соизволения императора — особой экономической политики.
Роман Илларионович Воронцов купил Мурино в 1749 году за 1000 рублей, и в 1755 году построил там водочный завод. Скупая за счёт питейных доходов соседние территории, Воронцов расширил свои владения в три раза. Получив их в 1774 году в подарок, его сын граф Александр Романович Воронцов устроил себе в Мурине барскую усадьбу, с прудами, каналами, садами и оранжереями, где для него растили абрикосы, персики и лимоны. После отставки граф отказывает имение своему брату Семёну Романовичу — посланнику России в Англии. В имении он не появляется; пруды зарастают, сады гибнут, но зато в деревне начинают селиться не только столичные дачники, но и английские арендаторы, радующиеся возможности устроить себе на воронцовских полях гольф-клуб.
К моменту перехода в руки его сына, Михаила Семёновича Воронцова, состояние бывшей барской усадьбы плачевно. Славный боевой путь в сражениях против Наполеона, за которым последовали три десятилетия трудов на благо России в Бессарабии, Одессе, в Крыму и на Кавказе — всё это не позволяет преувеличивать личную заслугу М. С. Воронцова в преобразованиях, начатых в Мурине. И переселение сюда 1824 году воронцовских крестьян из Вытегорского уезда «за многолетнюю неуплату оброка», и эксперимент по отмене здесь крепостной зависимости, одобренный указом императора Николая I в 1843 году — все эти шаги подготавливали управляющие графа, который формулировал им лишь общую задачу, а на завершающем этапе, пользуясь близостью к царю, без проволочек подкреплял свои действия высочайшими указами, издаваемыми, при необходимости, во исключение из общих правил.
Благодаря майорату, воронцовское имение осталось нераспылённым между наследниками многие десятилетия, что обеспечило преемственность в проведении экономической политики владельца. В результате к 1917 году на землях Муринской волости сложился особый тип хозяйствования, ориентированный на специфические потребности крупного города с учётом ограничений, накладываемых климатом и качеством почв. При этом многие русские крестьяне использовали свои наделы для выращивания корма для своих лошадей, а сами занимались извозным промыслом, в то время как иноязычные колонисты из числа ингерманландцев сосредоточились на мясомолочном направлении.
В 1905 году светлейший князь Михаил Андреевич Воронцов — граф Шувалов, владел в Муринской волости 6254 десятинами земли.
В 1908 году в селе Мурино проживали 611 человек, а всего в 8 населённых пунктах Муринской волости — 1667 человек, включая 305 детей школьного возраста (от 8 до 11 лет).